# Josep Llari
Josep Llari i Areny (Estada, 1865 - Tremp, 1941) fue un abogado y político español. Fue diputado por el distrito electoral de Tremp por Solidaridad Catalana en las elecciones generales de 1907, por la Conjunción Republicano-Socialista en las de 1910, y por el Partido Reformista en las elecciones generales de 1914, 1916 1918, y 1919. Fue senador por la provincia de Lérida entre 1921 y 1923. Fue candidato republicano independiente e las elecciones al Parlamento de Cataluña de 1932, pero no fue elegido. Al acabar la Guerra Civil fue juzgado en consejo de guerra por auxilio a la rebelión, pero murió antes de ser dictada sentencia aunque le fueron impuestas sanciones económicas tras fallecer.